# Paolo Marinelli
Paolo Marinelli (Rijeka, 10 april 1995) is een Kroatisch basketballer.

## Carrière
Marinelli maakte zijn debuut voor KK Split in het seizoen 2011/12. Hij speelde er nog een seizoen voordat hij naar het Sloveense KK Olimpija Ljubljana vertrok. Hij werd in het seizoen 2015/16 uitgeleend aan KK Kvarner 2010. Hij vertrok in 2016 naar KK Cibona waar hij een seizoen speelde. In 2017 keerde hij terug naar Slovenië en ging spelen voor KK Krka waar hij drie seizoenen speelde. Hierna speelde hij een seizoen in de Litouwse competitie bij KK Dzūkija.
In 2021 tekende hij een contract bij KK Škrljevo, daarna bij Union Mons-Hainaut in de Belgische competitie als vervanger van Muhamed Pašalić. Hij eindigde het seizoen 2021/22 bij de Franse tweedeklasser ALM Évreux Basket. Hij verlengde voor het seizoen 2022/23 zijn contract bij de Franse tweedeklasser maar verliet de club in februari 2023. Hij tekende daarop in maart 2023 bij de Roemeense eersteklasser CSU Sibiu.
Hij tekende in 2023 voor de Kroatische club KK Kvarner 2010 waar hij bleef voor het seizoen 2024/25.